# Günter Eich
Günter Eich (Lebus, 1907. február 1. – Salzburg, 1972. december 20.) német költő, író. 1959-ben Büchner-díjjal tüntették ki.

## Élete
Apjának téglagyára volt, de 1918-ban Lebusból Berlinbe költöztek. Az érettségi után 1925-től Berlinben és Párizsban tanult sinológiát és közgazdaságtant. 1932-ben feladta egyetemi tanulmányait és rádióknak kezdett dolgozni, általában hangjátékokat készített irodalmi művek alapján. A második világháborúban rádiós volt, a háború végén amerikai hadifogságba esett és szabadulása után 1954-ig Geisenhausenben (Landshut közelében) lakott. 1953-ban másodszor is megházasodott, Ilse Aichinger lett a felesége és először Lenggriesbe, majd Großgmainba (Salzburg közelében) költöztek. Günther Eich a "Gruppe 47" irodalmi kör egyik alapító tagja és 1950-ben a kör kitüntette, 1959-ben pedig megkapta a Georg-Büchner-díjat. Irodalmi karrierjét a 20-as évek végén kezdte és korai munkáiban – pl. 1939-ig kb. 25 hangjátékot készített – nem foglalkoztak politikával.
A hadifogságban azonban új korszaka kezdődött, olyan versek mint a Lazarett, Latrine, Pfannkuchenrezept, Inventar az ún. „Kahlschlag-költészet” első ilyen stílusú versei. A háború utáni első verseskötete (Abgelegene Gehöfte) még számtalan „hagyományos”, azaz természetleíró költeményt tartalmaz. A természet és természeti képek ugyan később is meghatározó elemei maradnak Günter Eich költészetének, de inkább mint kritikus, elutasító, megbékélés nélküli, távoli hang. Botschaften des Regens kötete mérföldkő, ráeszmélés a jelenkori eseményekre, a mindennapok realitására. Későbbi köteteiben egyre lakonikusabb, szófukarabb.
Miközben Eich költőként szinte a megnémulásig redukálódott, prózában új utakat keresett. „Maulwürfe” egy 1968-ban megjelent prózagyűjteménynek a címe, az irodalmi műfaja nehezen meghatározható: mind a novellánál, mind a karcolatnál rövidebb általában 15 – 20 soros „odamondás”, mert általában nincs sem cselekvés, sem állandó személy. A kötet legismertebb írásainak címe „Hausgenossen“, „Sammlerglück“ und „Episode“, ezen szövegeket tartalmazza a német nyelvterületen igen elterjedt irodalmi kiadó Reclam egyik antológiája is. Eich radikalizálódása a hangjátékokban is megfigyelhető, melyekben a költői hang az empirikus valóság mögötti új, nem gyanított, ismeretlen világokat sejtet.

## Legfontosabb művei
- Gedichte. 1930
- Katharina. 1936
- Abgelegene Gehöfte. 1948
- Untergrundbahn. 1949
- Träume. Vier Spiele. 1953
- Botschaften des Regens. 1955
- Die Brandung vor Setúbal. 1957
- Allah hat 100 Namen. 1958
- Stimmen. Sieben Hörspiele. 1958
- Zu den Akten. 1964
- Anlässe und Steingärten. 1966
- Maulwürfe. 1968
- Ein Tibeter in meinem Büro. 49 Maulwürfe. 1970
- Gesammelte Maulwürfe. 1972
- Nach Seumes Papieren. 1972
- Zeit und Kartoffeln. 1973

## Magyarul
- Leltár; ford. Keresztury Dezső / Előszó; ford. Vízkelety András / Ne feledd el; ford. Kalász Márton / Az esőről; ford. Pór Judit / Túl késő a szerénységre; ford. Keresztury Dezső / Eső a hegyekben; ford. Hajnal Gábor / A kékkabátos, ford. Gyárfás Endre / Elhagyott festőállvány; ford. Gyárfás Endre / Figyeljétek az ujjatok hegyét; ford. Végh György; in: Özönvíz után. Válogatás a Gruppe 47 német írócsoport műveiből; vál., bev., jegyz. Vizkelety András; Európa, Bp., 1964
- Katharina és más elbeszélések; vál., szerk., utószó Fülöp József; KRE–L'Harmattan, Bp., 2018 (Károli könyvek. Műfordítás, forrás)